# Parque Nacional dos Arcos
O Parque Nacional dos Arcos (em inglês, Arches National Park) é um parque nacional dos Estados Unidos localizado no estado do Utah. Este parque se destaca pela grande concentração de arcos naturais (cerca de 2000).
Possui uma superfície de 310 km². O ponto de elevacão máxima é de 1.723 metros situado na Colina Elefante, e a elevação mínima é de 1.245 metros no centro de visitantes. Em média recebe 250 mm de chuva por ano.
Em 12 de abril de 1929 foi proclamado monumento nacional dos Estados Unidos pelo presidente Herbert Hoover e em 12 de novembro de 1971 foi estabelecido como parque nacional.
No ano de 2015 o parque recebeu a visita de mais de 1.399.247 pessoas.

## Galeria

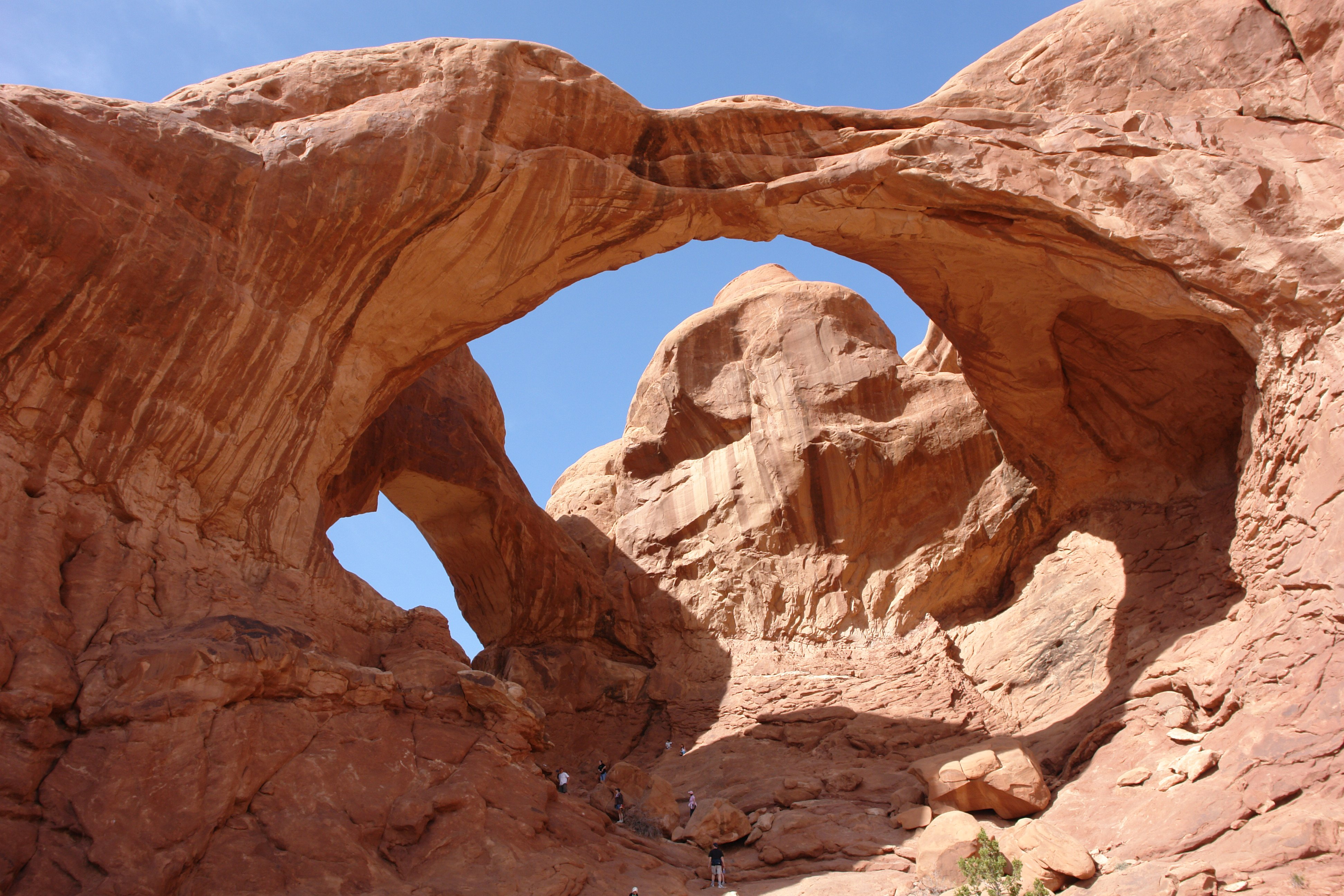
Arco Duplo
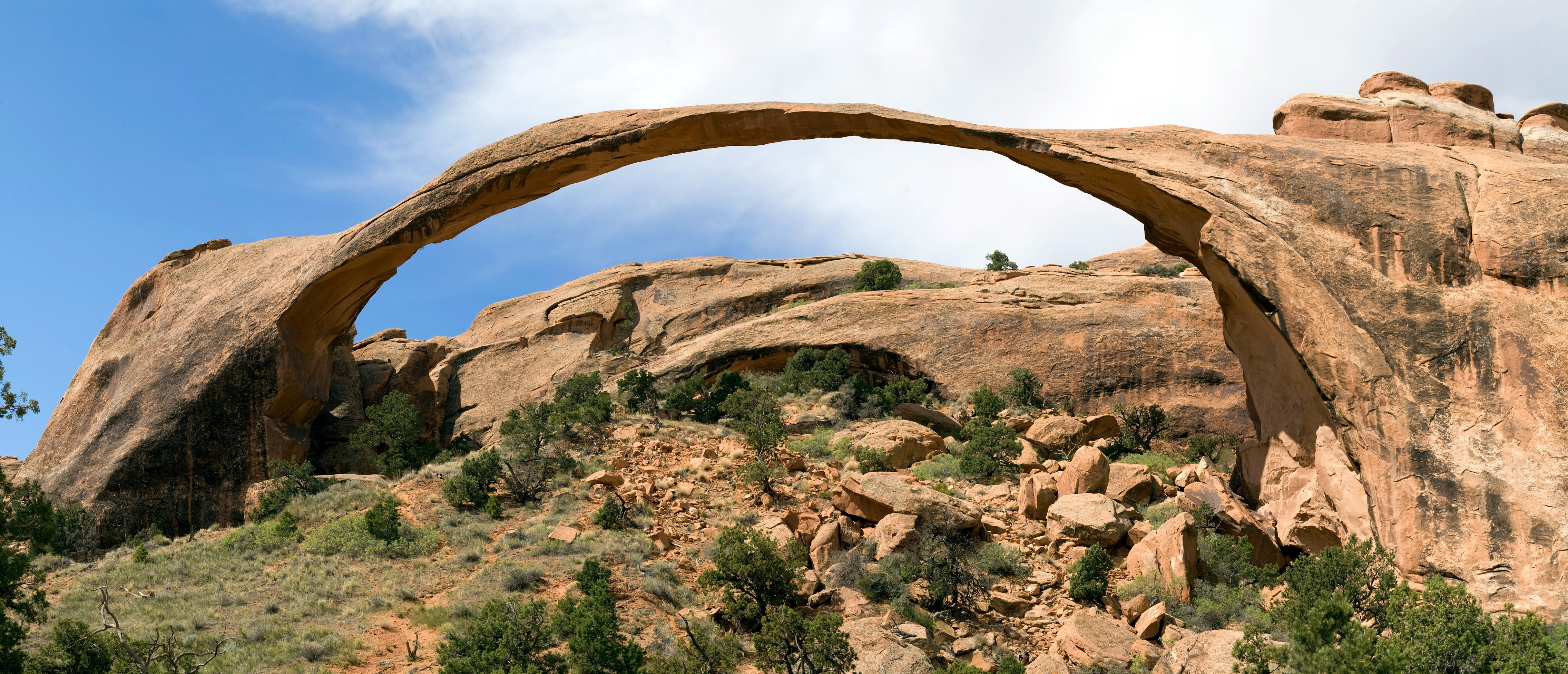
Arco Panorâmico
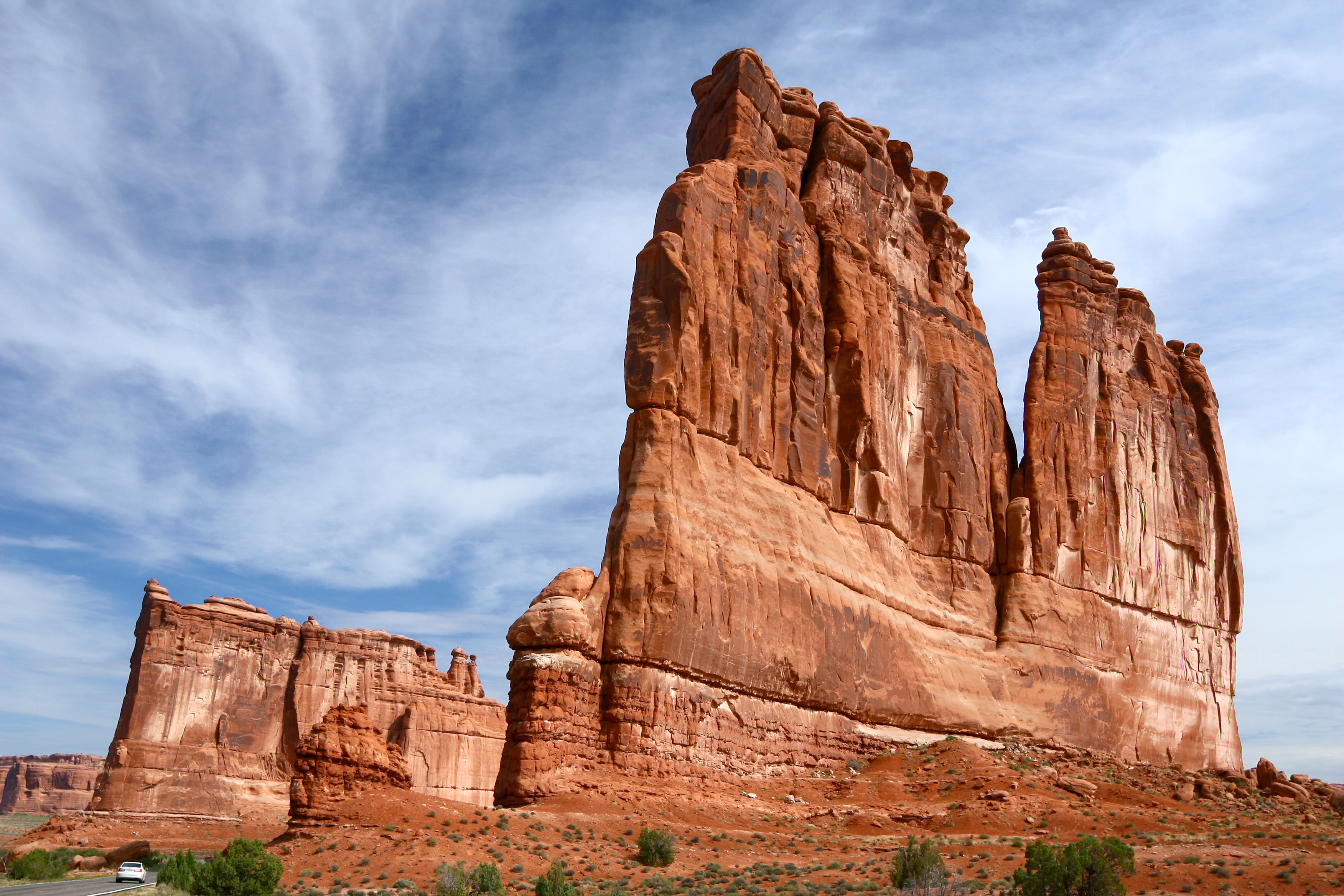
O Órgão
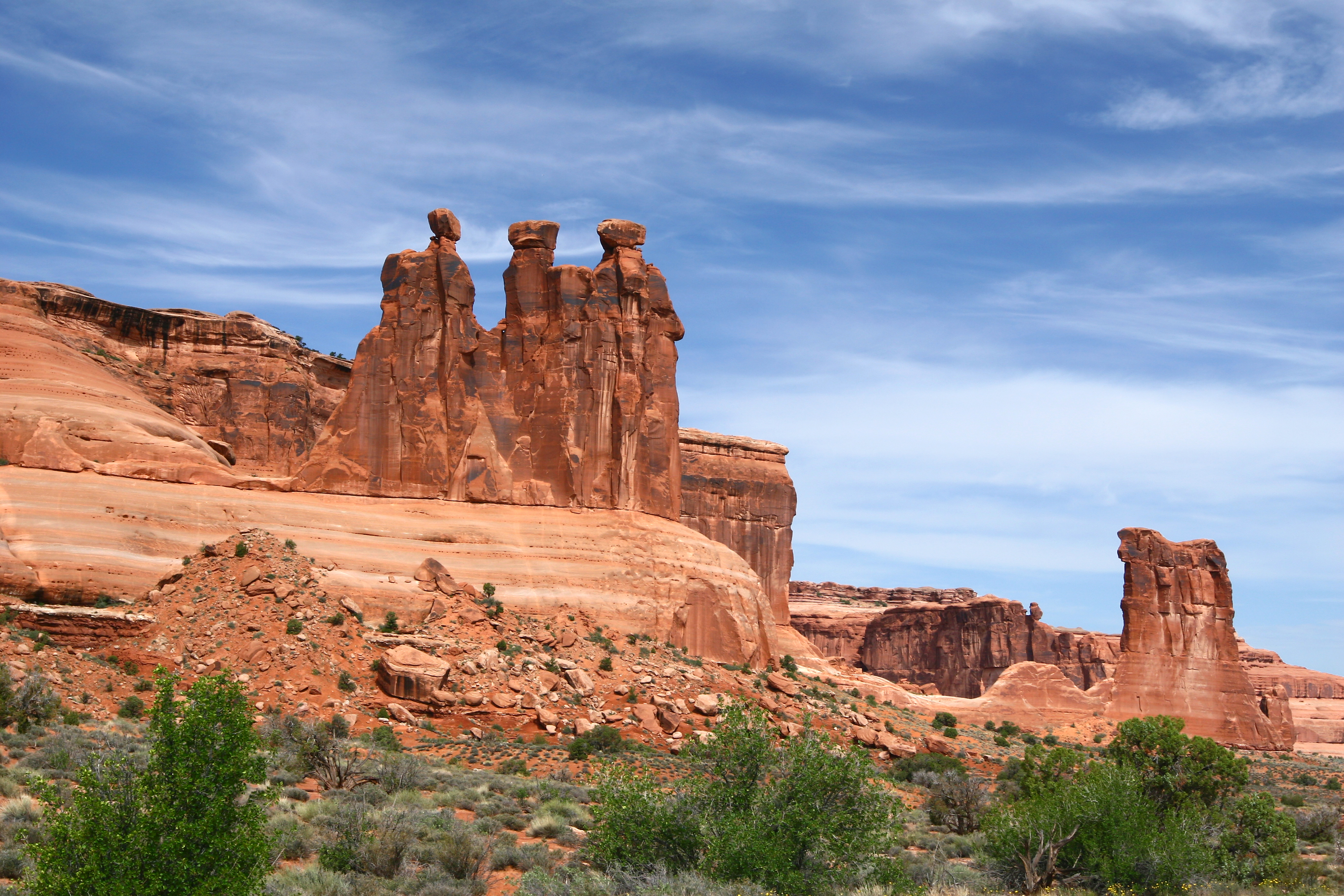
As Três Fofoqueiras
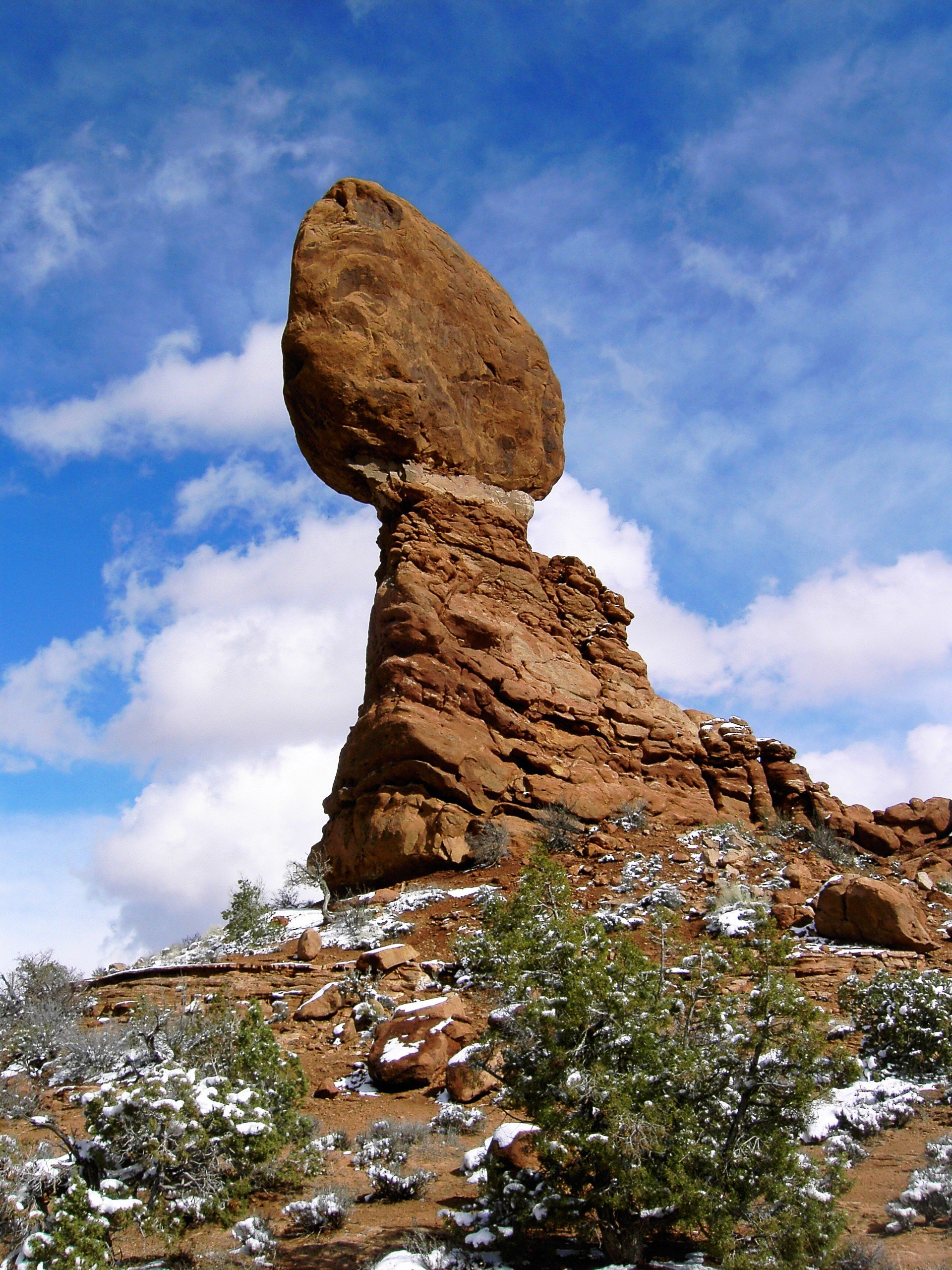
Rocha Equilibrada
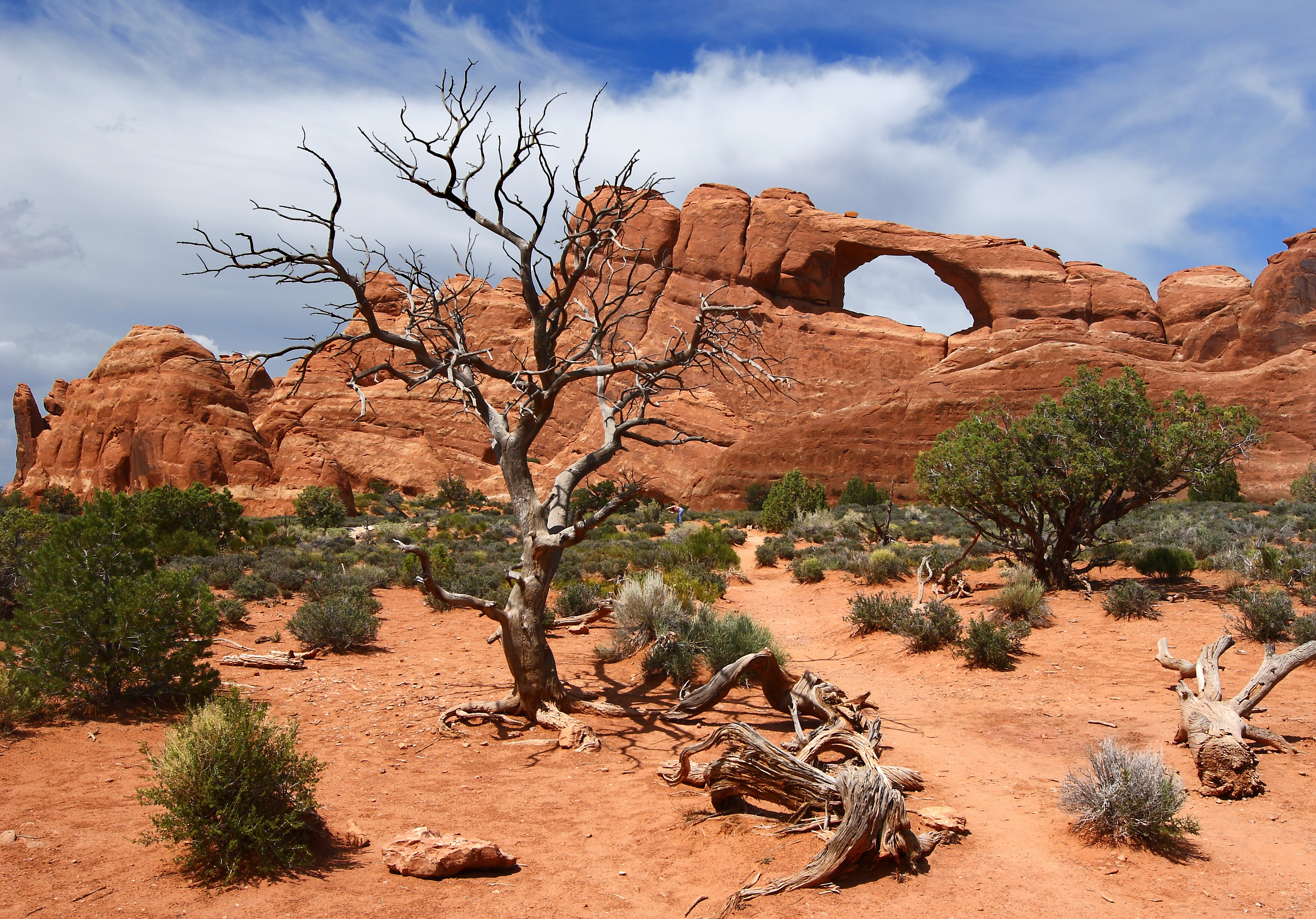
Arco do Horizonte
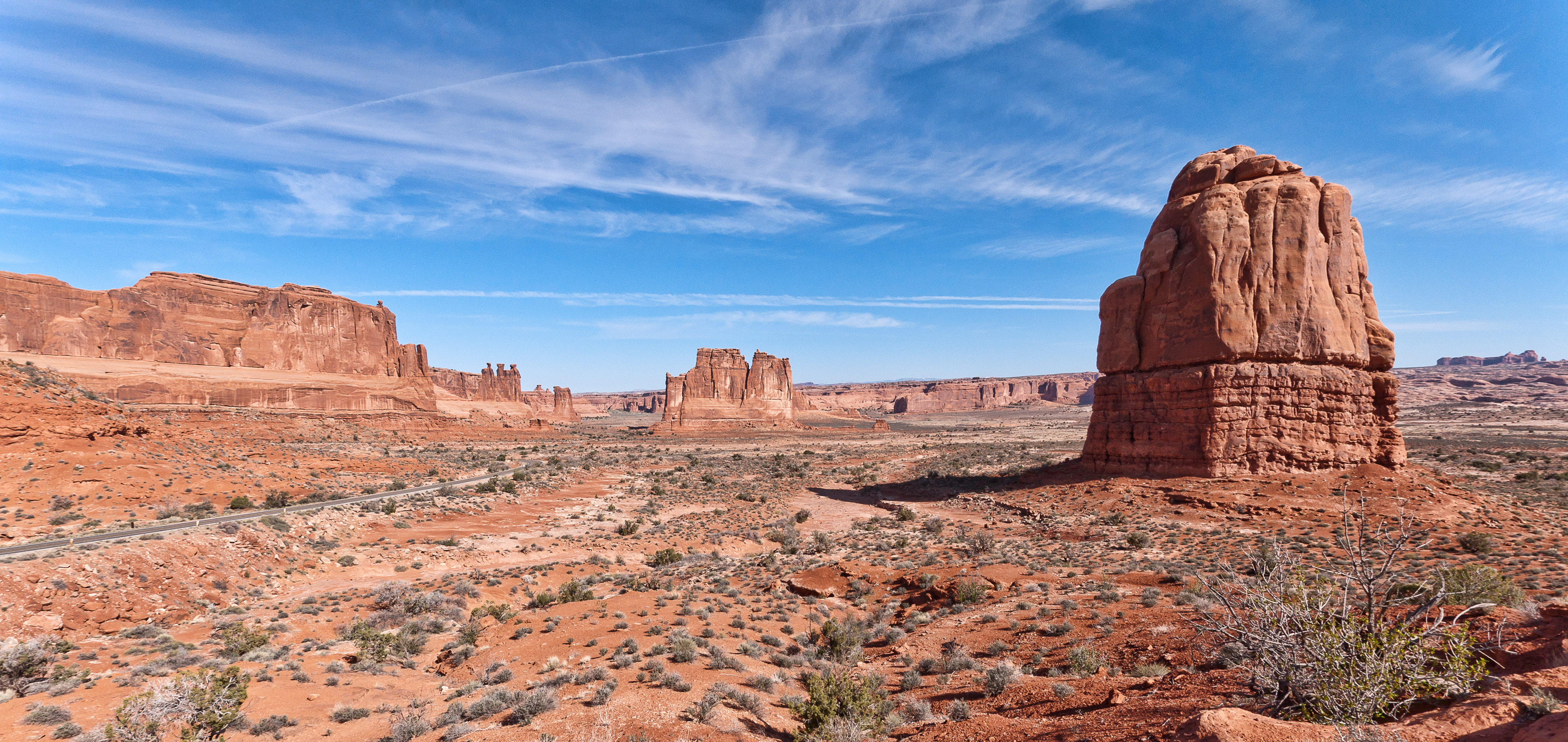
Entrada do Parque
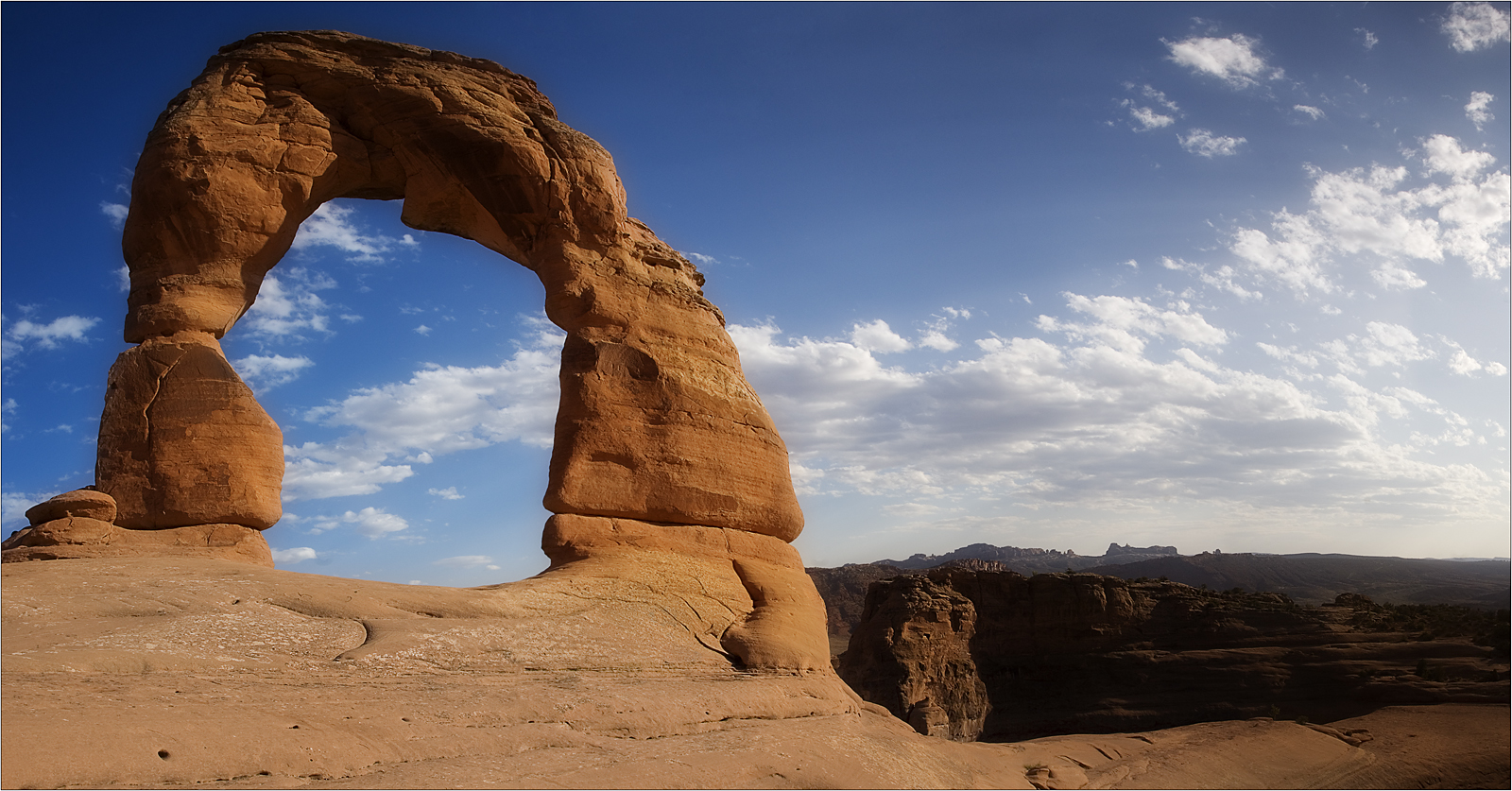
Arco Delicado